# Trechus ferghanicus
Trechus ferghanicus is een keversoort uit de familie van de loopkevers (Carabidae). De wetenschappelijke naam van de soort is voor het eerst geldig gepubliceerd in 1992 door Belousov et Kabak.